# Triturus pygmaeus
Triturus pygmaeus  (лат.) — вид тритонов, хвостатых земноводных из семейства Настоящие саламандры. Ранее считался подвидом мраморного тритона.

## Описание
Triturus pygmaeus внешне похож на мраморного тритона, но меньше по размеру: взрослые особи достигают общей длины 13 сантиметров по сравнению с 17 сантиметрами у последнего. Спинная поверхность желтовато-зеленая, сильно крапчатая с неправильными пятнами тёмно-коричневого или черного цвета, вдоль позвоночника от головы до кончика хвоста проходит тонкая оранжевая линия, хотя у взрослых самцов эта полоса несколько бледная. Низ кремово-белый с темными пятнами, что отличает этот вид от мраморного тритона с темным низом. У размножающихся самцов есть волнистый гребень с чёрной полосой, идущий от кончика головы и хвоста, но у него нет точной границы между телом и хвостом. Личинки (до 7 см общей длины от головы до хвоста в конце своего развития) имеют высокий гребень на хвосте, заканчивающийся вершиной, с характерными черными пятнами. Конечности личинки тонкие, а пальцы очень длинные и тонкие.

## Ареал
Южные районы Португалии и юго-западные районы Испании. Площадь ареала 174 016 км². Triturus pygmaeus также может встречаться на высоте 1450 м над уровнем моря.

## Образ жизни
Сходен с образом жизни мраморного тритона.

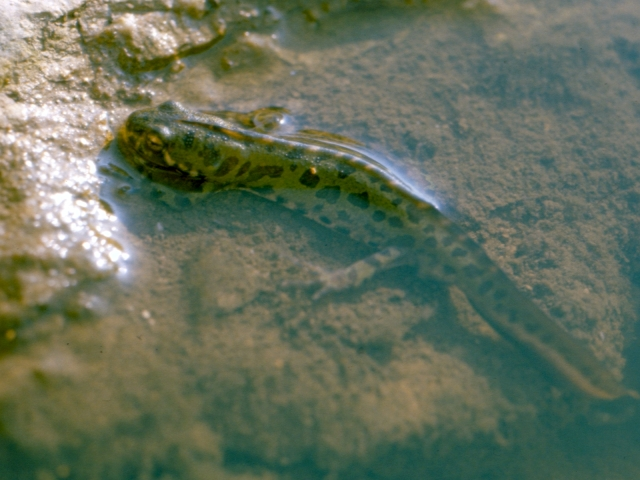

## Охранный статус и угрозы
В 2008 году, МСОП присвоил данному виду статус «Виды, вызывающие наименьшие опасения», потому что этот вид находится в значительном сокращении, но, вероятно, со скоростью менее 30% за десять лет на всем своем ареале из-за повсеместной утраты среды обитания на большей части его ареала, что делает этот вид близким к категории уязвимых. Наиболее серьезной угрозой для этого вида в целом является потеря среды обитания, особенно потеря временных водоемов. На западе Испании и юге Португалии популяции данного вида страдают от хищничества со стороны неместных раков и хищных рыб. Растущая урбанизация вокруг Мадрида также привела к исчезновению многих групп населения. На юге и востоке Испании чрезмерная эксплуатация ресурсов подземных вод, агрохимическое загрязнение, потеря традиционных мест размножения и интродукция хищной неместной рыбы и раков вида Procambarus clarkii привели к серьезному сокращению популяции. В Португалии на этот вид также влияет осушение временных водоемов, связанное с интенсификацией сельского хозяйства.